# Paali
Paali – wieś w Estonii, w prowincji Tartu, w gminie Kambja.